# St-Martin (Saint-Martin-de-Londres)

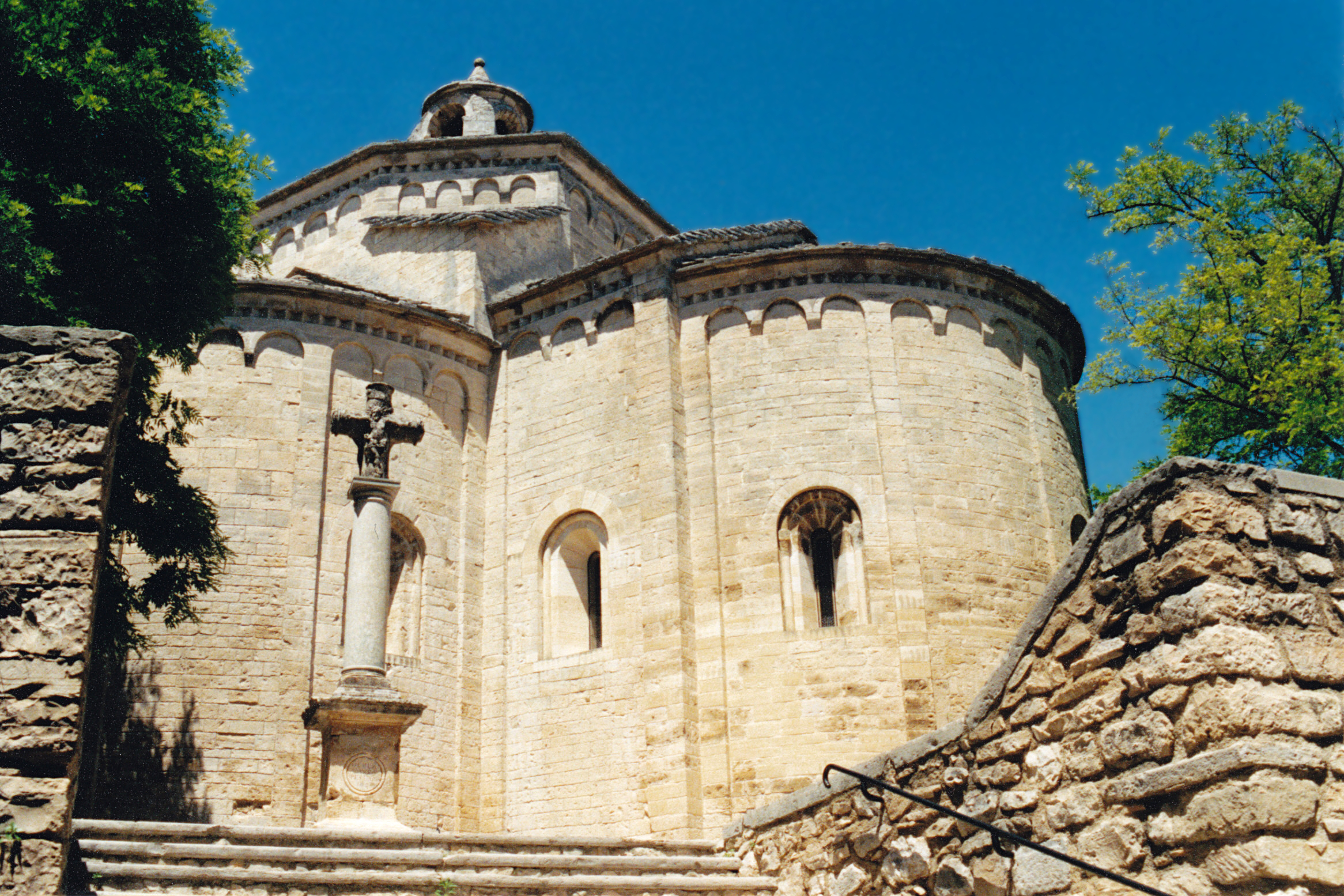
Vierung und Apsis der Kirche

Die ehemalige Prioratskirche und heutige Pfarrkirche St-Martin in der südfranzösischen Ortschaft Saint-Martin-de-Londres gehört zu den seltenen Bauten mit einem Drei-Konchen-Chor in Europa. Die Kirche wurde bereits im Jahr 1900 als Monument historique anerkannt.

## Geschichte
In einem Besitzverzeichnis aus dem Jahr 1088 der Abtei Gellone, besser bekannt unter ihrem späteren Namen Saint-Guilhem-le-Désert, taucht der Kirchenname Sancti Martini de Lundras erstmals als Stiftung eines gewissen Adhémar-Guilhem de Montarnaud, dem Grundherrn (seigneur) des Ortes, auf. Dass es sich dabei schon um die heutige Kirche gehandelt hat, ist unwahrscheinlich; vielmehr ist ein Vorgängerbau anzunehmen, der wenige Jahrzehnte später durch den Neubau einer Prioratskirche ersetzt wurde.

## Architektur

### Steinmaterial
Das Kalksteinmaterial des Kirchenbauwerks ist außergewöhnlich exakt behauen und in regelmäßigen Lagen vermauert. Eine derart exakte Bauausführung war in ländlichen Gebieten sehr selten; der Bau gehört somit mit Sicherheit der ersten Hälfte des 12. Jahrhunderts an.

### Trikonchos

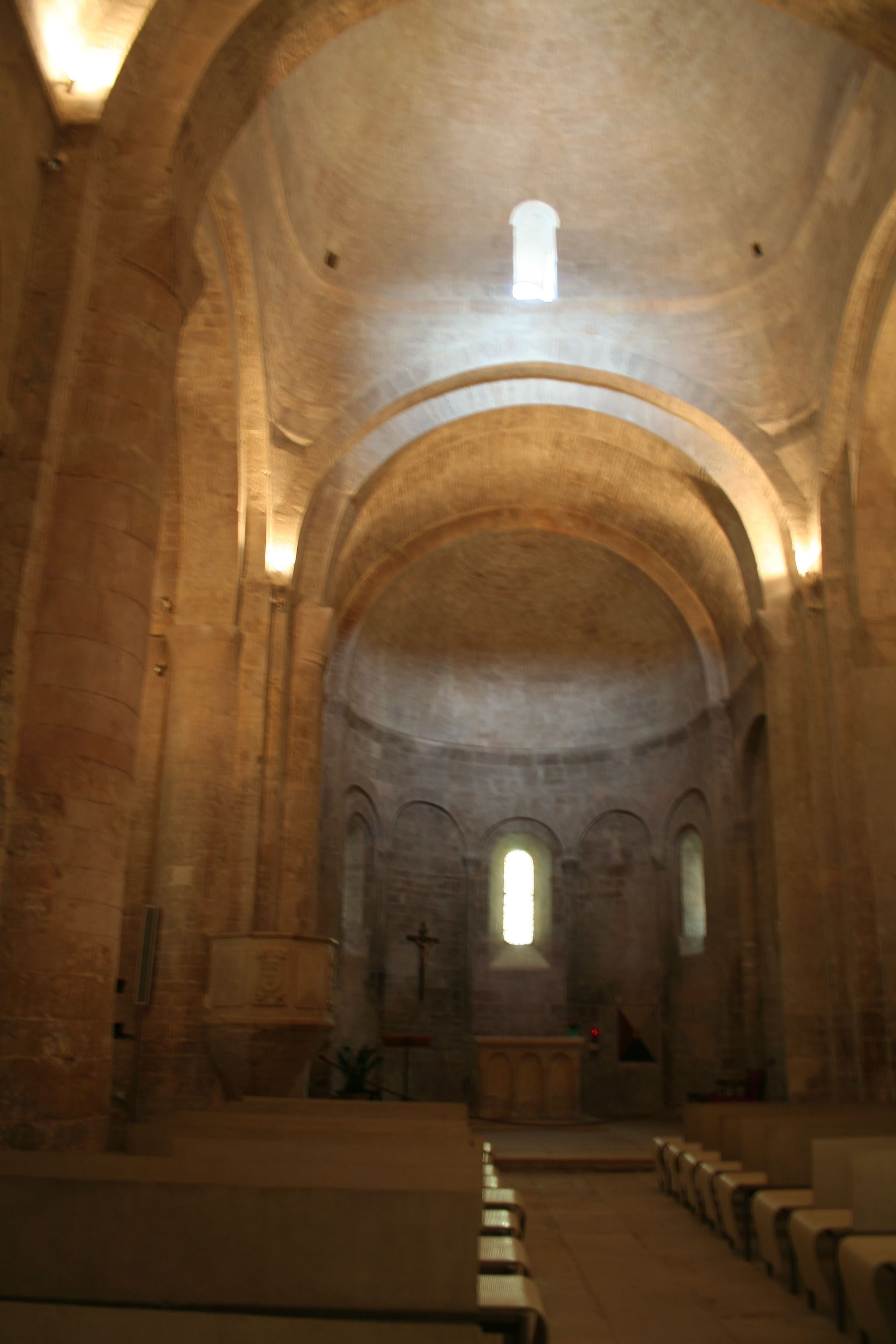
Vierung und Apsis der Kirche (innen)

Die Chorpartie und die Querhausarme der Kirche sind gekennzeichnet durch drei kleeblattförmig angeordnete gleich große Apsiden, von denen die mittlere durch ein Vorchorjoch nach Osten hinausgeschoben ist. Die auf quadratischen Grundriss erbaute Vierung leitet über in einen gedrungenen oktogonalen Tambour mit einem Laternenaufsatz und einem kleinen Ostfenster. Die drei Apsiden und das Vorchorjoch sind durch Lisenen gegliedert, die nach oben mit Rundbogenfriesen (bandes lombardes) abschließen; unter den Dachtraufen finden sich Zahnschnittbänder. Alle drei Bauteile werden durch unterschiedlich gestaltete Fenster belichtet – einige verfügen über eingestellte Säulchen, die über zwischengeschaltete Kapitelle in einen Wulst übergehen, andere haben abgeschrägte Laibungen, sind aber ansonsten schmucklos. Über dem Türsturz des mehrfach zurückgestuften aber weitgehend schmucklosen Südportals befindet sich eine Reiterfigur des mantelteilenden hl. Martin.

### Kirchenschiff
Das Kirchenschiff ist tonnengewölbt; die Kapitelle der Wandvorlagen (Halbsäulen) sind dekorlos. Die Vierung ist von einer – insgesamt recht einfach wirkenden – auf Pendentifs ruhenden Kuppel überspannt. Die von teilweise durchfensterten Blendarkaden umstellte Apsis zeigt die übliche halbkugelförmige Kalottenwölbung, die sich auch in den insgesamt etwas einfacher gestalteten Querhausapsiden wiederfindet.

### Westteile
Im 19. Jahrhundert wurde die Kirche um ein Joch nach Westen verlängert. Im Zuge dieser Maßnahme entstand auch der einteilige Glockengiebel (clocher mur) über der ansonsten schmucklosen Fassade.

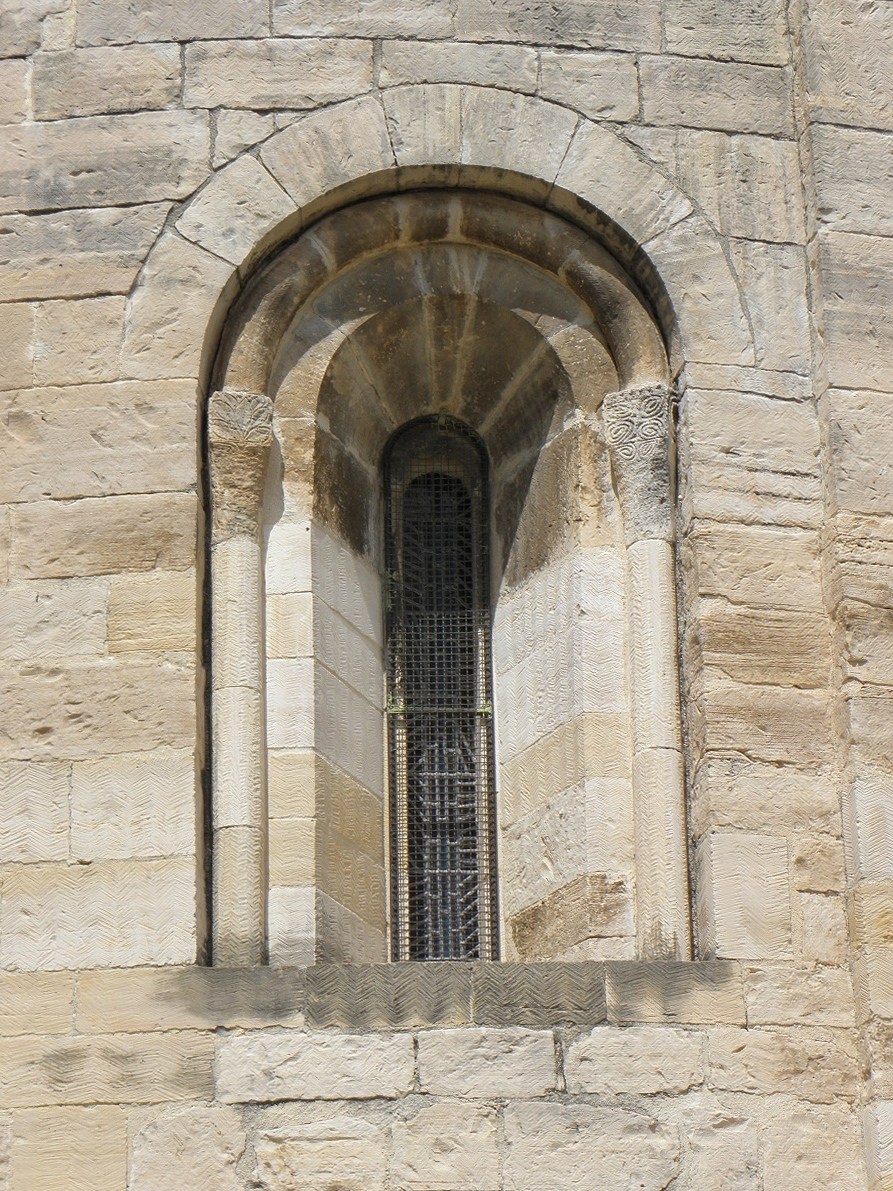
Apsisfenster
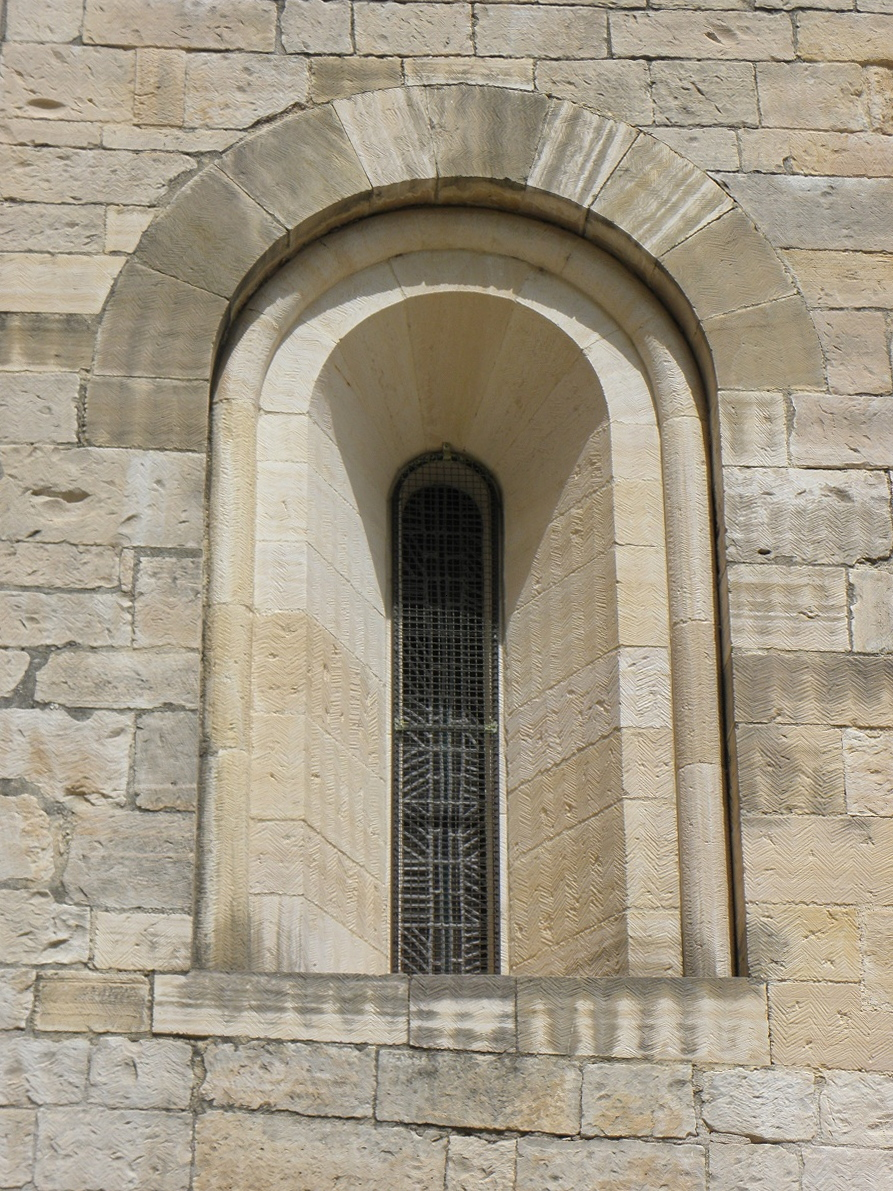
Apsisfenster
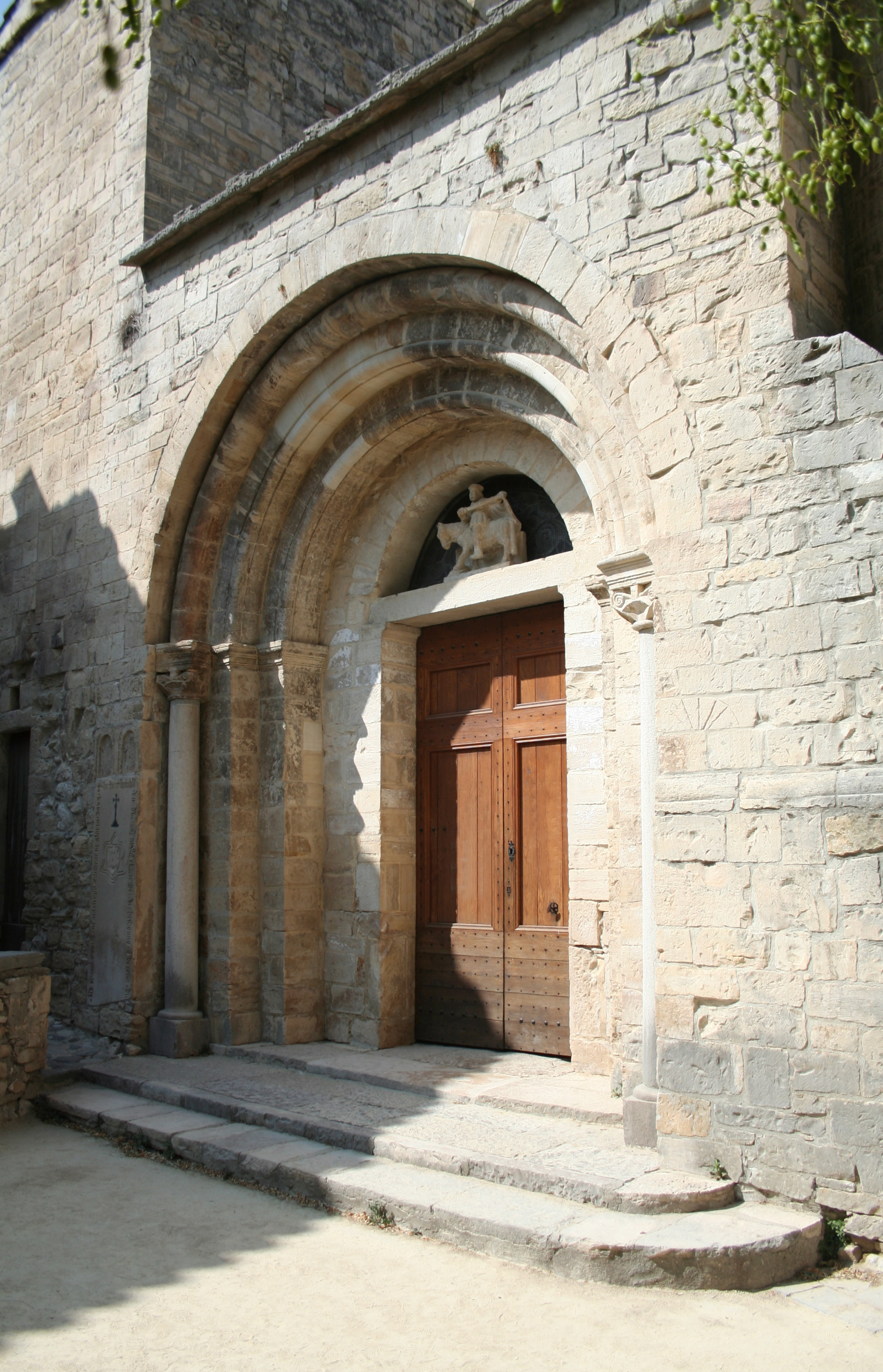
Portal
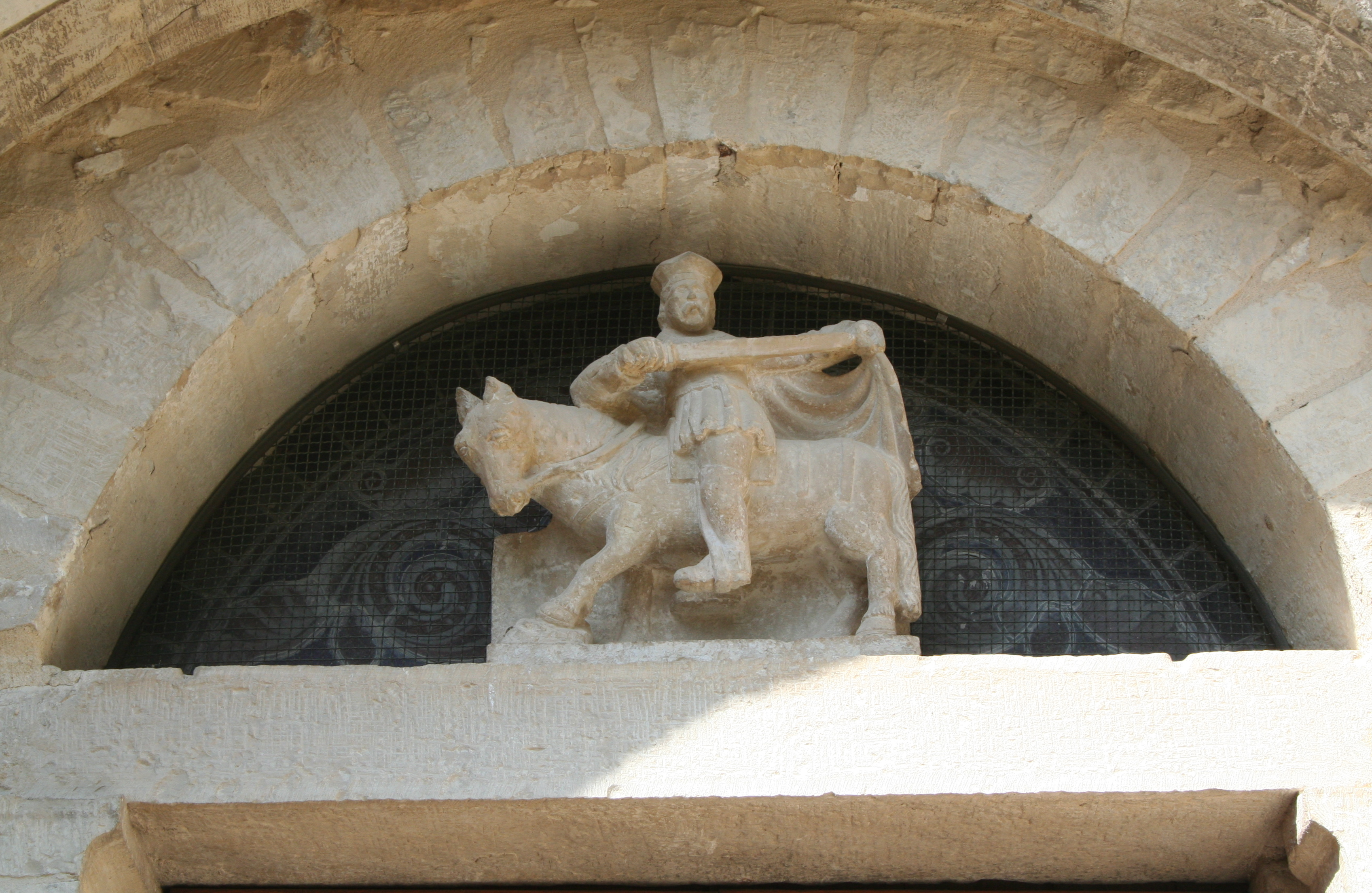
Reiterstatue des hl. Martin